# 永和 (大字)
永和，是台灣新北市中和區的一個傳統地域名稱，位於該區西北部，包括中原里東北角及東南角除外部分、平河里北端、碧河里西北角、福真里西北角。
該地區與中正橋南邊的永和區無關。

## 歷史
台灣清治末期至日治前期，永和為一街庄，稱為「永和庄」，隸屬於擺接堡。該庄北隔新店溪與加蚋仔庄為鄰，東北一小段與龜崙蘭溪洲庄為鄰，東及南邊為漳和庄，西邊為外員山庄、埔墘庄，西北 一小段與港仔嘴庄為界。
1920年（日治大正九年），該庄改制為「永和」大字，隸屬於臺北州海山郡中和庄。當時該大字下設有「水尾」、「芎蕉腳」小字名。戰後中和庄改制為中和鄉，隸屬於臺北縣，永和大字亦改制並改名為中原村。1958年雙和分治時，中原村仍屬中和鄉。1978年中和鄉改制為中和市，村亦改制為里。2010年臺北縣改制為新北市，中和市改制為中和區。

## 交通
- 市道106號 (中山路二段)
- 北92線 (中板路、立業路、永和路)
- 環狀線橋和站、中原站

## 學校
- 光復高中（部分）
- 光復國小（部分）

## 廟宇
- 霹靂宮